# Stéphane Blet
Stéphane Blet (París, 9 de marzo de 1969 - Ginebra, 7 de enero de 2022) fue un pianista y compositor francés. Antiguo franc-maçon, denunció a la secta en varios libros, conferencias y vídeos. Su muerte aún no dilucidada pero según varios medios, ejecutada por sicarios podría estar relacionada con esas denuncias y otras sobre su posicionamiento frente al sionismo que realizó en el canal Youtube.

## Biografía
En 2005 fue nombrado caballero de la Orden de las Artes y las Letras.

## Discografía

### Pianista
- Franz Liszt : Sonate en Si mineur, Méphisto Valse 1, Vallée d'Obermann, 1 CD, Philips Classics, 1989 (ré-édité en 2001)
- Favorite Encores, 1CD, Forlane, 1996
- Hommage à Horowitz, 1 CD, Marcal Classics, 2008
- Frédéric Chopin : Intégrale des 19 Nocturnes, 2 CD, Saphir Productions, 2008
- Erik Satie : Du Chat noir à la Rose + Croix , 1 CD, Saphir Productions, 2006
- Liszt : de Faust à Mephisto, 1 CD, Polygram, 2002
- L'Art de Stéphane Blet, 6 CD, Marcal, 2005
- Músorgski, Schumann : Tableaux d'une exposition/ Kreisleriana, 1 CD, Marcal Classics, 2009
- Schubert, Brahms… : piano 4 mains (avec Etsuko Hirose), 1 CD, Axes Recordings, 2012

### Compositor
- Hommage à Stéphane Blet, par Dupuy Paley, 1 CD, Marcal, 2008
- Jean Muller joue Stéphane Blet, 1 CD, Polymnie, 2007
- Docteur Faust : Œuvres pour piano vol. 1, par Evelina Borbei, 1 CD, Maguelone, 2002
- Insomnies, par Natalia Sitolenko, 1 CD, Marcal Classics, 2004
- Fantaisie Ottomane et œuvres pour piano seul, par Isabelle Oemichen et Weiner Chamber Orchestra (dirigé par R. Weninger), 1 CD, Marcal Classics, 2005

### Pianista y compositor
- Figure libre, Editorial Kontre Kulture

## Publicaciones
Ensayos sobre el ocultismo
- Traité herméneutique : Trésors occultes de la Franc-Maçonnerie, 2010, Cap Béar Editions, ISBN 978-2350660738
- Sous le voile de l'occultisme, Éd. Amalthée, 2006
- (A paraître) Franc-maçonnerie, l'effrayante vérité, Kontre Kulture.

Ensayos sobre la música
- Introduction à l'art pianistique : Suivi de : Schumann ou les déchirements de la double personnalité, Zurfluh, (2006), ISBN 2877500985
- L'art d'interpréter les mazurkas de Chopin, éditions Jonaphil
- La Faust Symphonie de Franz Liszt, histoire d'un chef d'oeuvre négligé, Édition : Paris : Combre , cop. 2005